# Isagoras rugicollis
Isagoras rugicollis är en insektsart som först beskrevs av Gray, G.R. 1835.  Isagoras rugicollis ingår i släktet Isagoras och familjen Pseudophasmatidae. Inga underarter finns listade i Catalogue of Life.